# Keisuke Honda
Keisuke Honda (本田圭佑, Honda Keisuke,  Osaka, 13 de junho de 1986) é um ex-futebolista que atuava como meia ou ponta-direita.

## Carreira

### Início
Nascido em Osaka, Honda começou sua carreira jogando pelo Settsu FC, enquanto ainda era um estudante. Depois foi atuar no time de juniores do Gamba Osaka, indo depois ao Seiryö High School, começando assim a jogar por sua escola.
Foi o principal jogador na campanha do time, que alcançou a semi-final de um campeonato entre as escolas japonesas, despertando o interesse de diversos clubes do Japão por ele.

### Nagoya Grampus
Após seus bons desempenhos pelo time de sua escola, Honda foi contratado pelo Nagoya Grampus, recebendo uma permissão para jogar pelo time mesmo ainda estando em idade de jogar pela escola, atuando em uma partida pela Copa da Liga Japonesa ainda como estudante.
Após se graduar em 2005, ele oficialmente se juntou ao Nagoya, jogando a primeira partida da temporada e fazendo uma assistência na mesma. Ele tornou-se titular do time em 2006.

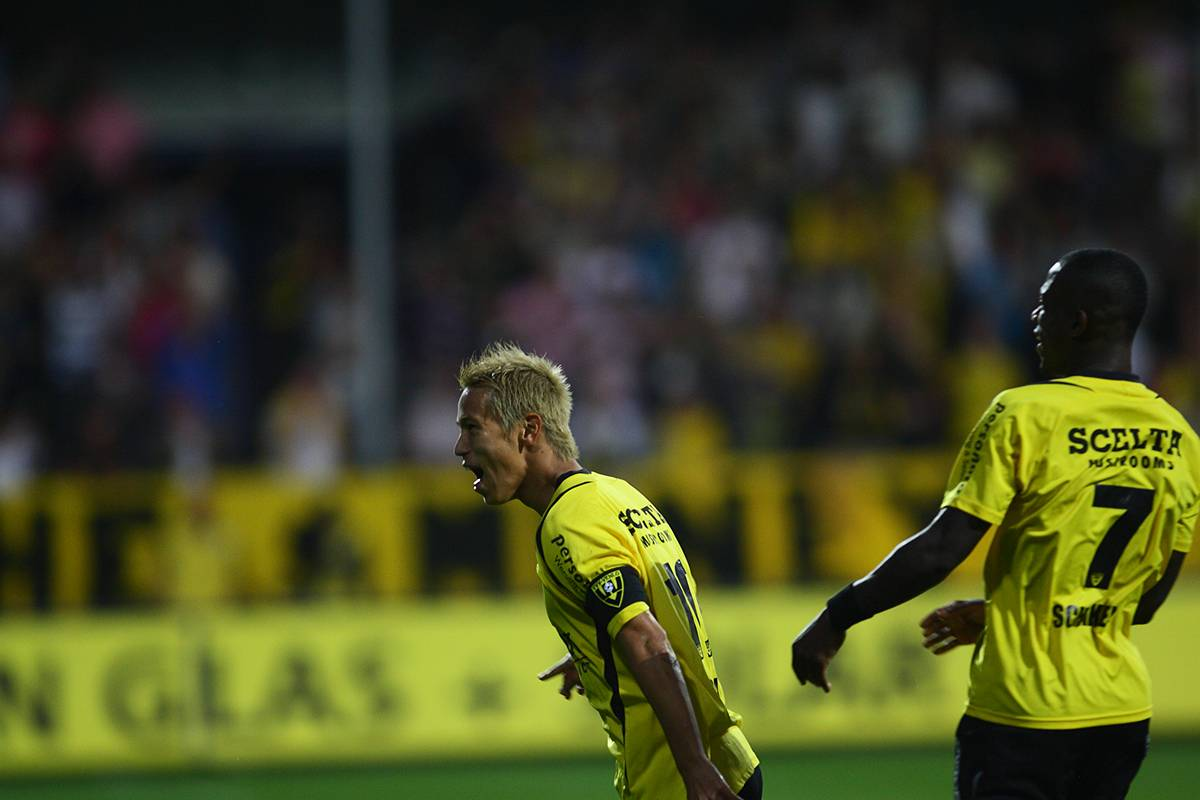
Honda comemorando um de seus gols pelo VVV-Venlo.

### VVV-Venlo
Em janeiro de 2008 se transferiu para o VVV-Venlo, da Holanda, a pedido do técnico Sef Vergoossen, que já havia treinado Honda nas categorias de base do Gamba Osaka. Infelizmente, na primeira temporada do jogador, a equipa caiu para a segunda divisão, apesar das boas partidas feitas pelo japonês.
Mas o time, no ano seguinte, voltou à primeira divisão, tendo Honda como um dos jogadores mais decisivos nessa conquista, sendo promovido a capitão do time e tornando-se ídolo no clube holandês, recebendo o apelido de 'Keizer Keisuke', que significa Imperador Keisuke em holandês.

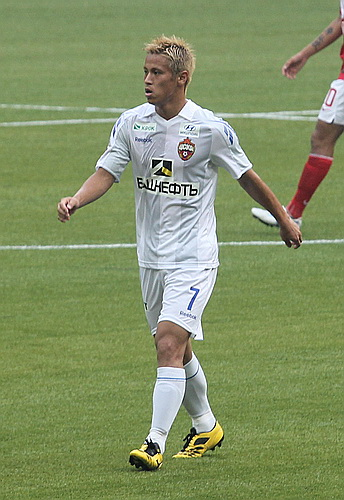
Honda em campo pelo CSKA Moscou.

### CSKA Moscou
Após suas grandes performances no VVV-Venlo, foi especulado em diversas equipes do futebol europeu, como: Ajax, PSV, Everton e Liverpool. Honda acabou se transferindo para o CSKA Moscou, por aproximadamente 6 milhões de euros, assinando um contrato de quatro anos.
Desde cedo no clube ele já mostrou a sua habilidade, sendo decisivo para a equipe, como ao fazer um gol em uma cobrança de falta contra o Sevilla durante a Liga os Campeões, levando o seu time à vitória, com um placar de 2 a 1 (3 a 2 nos dois jogos), tornando-se o primeiro jogador japonês a chegar às quartas-de-final dessa competição. Seu time foi eliminado posteriormente pela Inter de Milão, equipe que seria mais tarde a campeã do torneio. Mas nem por isso a eliminação apagou o brilho de Honda na competição, recebendo elogios públicos do técnico da Internazionale, José Mourinho. Recebeu elogios também de Ruud Gullit, que disse que a ascensão do jogador no futebol "É como um conto de fadas".
Seu primeiro gol na liga foi em uma partida contra o Amkar Perm, no dia 12 de março de 2010. O gol foi marcado no terceiro minuto dos acréscimos, levando o seu time à vitória.[carece de fontes?]
Após vários times declararem interesse em Honda, ele revelou que sonha em vestir a camisa 10 do Real Madrid, time que acompanha desde a infância, além de dizer que está sempre em busca pelo melhor, e que deseja jogar em uma equipe de nível superior, aumentando assim os comentários de que sua saída do clube está cada vez mais próxima.

### Milan
Em dezembro de 2013, assinou um contrato com o Milan. A partir de 2014 passou a vestir a camisa 10 do time italiano. Sua estreia foi contra o Sassuolo; Honda começou no banco e entrou aos 20 minutos do segundo tempo, mas o Milan acabou perdendo por 4 a 3.

### Pachuca
Em julho de 2017, Keisuke Honda assinou um contrato com o Pachuca, do México. Saiu da equipe no final da Copa do Mundo da Russia. No total, atuou em 36 partidas e marcou 13 gols.

### Melbourne Victory
No dia 05 de agosto de 2018, Keisuke Honda foi anunciado pelo Melbourne Victory, da Austrália e fez 20 partidas e sete gols pelo time.

### Botafogo
Em 31 de janeiro de 2020, acertou com o Botafogo até o fim do ano de 2020, passando a vestir a camisa 4. Fez sua estreia em 15 de março de 2020, na oportunidade marcou também seu primeiro gol com a camisa do clube diante do Bangu, causando boas expectativas para os torcedores.
Marcou seu 2° gol pelo glorioso contra o Sport, na vitória por 2 a 1, válido pela 15° rodada do Brasileirão. Seu último gol com camisa do Botafogo foi no empate em 2 a 2 com o Ceará, na 19° rodada do Brasileiro.
Honda optou por usar uma cláusula contratual e solicitou a rescisão do contrato no dia 28 de dezembro de 2020, após cerca de 9 meses no clube. Além de não render o esperado, o meia se disse decepcionado com a situação do clube, com seus problemas internos e externos, chegando até a cobrar e criticar a diretoria publicamente à tomar uma atitude para resolver a crise no Botafogo em seu Twitter. O meia chegou a renovar o contrato até o final de fevereiro de 2021, no fim do Brasileirão. Ao todo em sua passagem, totalizou 27 jogos e 3 gols pelo Botafogo. Apesar de ter saído mal com a torcida, o japonês manteve laços com o clube e comprou 50 pacotes anuais VIP de sócio-torcedor, que serão repassados aos torcedores por meio de um concurso cultural
Em 9 de janeiro de 2022, o treinador Eduardo Barroca polemizou no podcast Flow Sport Club, ao revelar que barrou o jogador, após ser notificado que o japonês sugeriu uma tática ao auxiliar do recém-contratado comandante, na goleada de 4 a 0 sofrida contra São Paulo, em que não comandou a equipe por motivos de Covid-19 e que culminou na saída do astro asiático antes do fim do campeonato.

### Portimonense
No dia 6 de fevereiro de 2021, foi anunciado pelo Portimonense. Assinou até o fim da temporada, com opção de renovação. 5 dias depois de ser apresentado no clube português, foi anunciada sua rescisão de contrato, já que não poderia jogar o campeonato português por ter sido contratado fora da janela de transferências.

### Neftçi Baku
Após deixar o Botafogo no fim de 2020 e ter uma passagem extremamente curta pelo Portimonense, Honda aceitou um novo desafio, defender as cores do Neftçi Baku, do Azerbaijão, em sua luta pelo título nacional. O japonês desembarcou no dia 13 de março de 2021 no país para assinar contrato com o clube, sendo apresentado no dia 15. Teve uma passagem curta pelo clube azeri, atuando em 6 jogos e fazendo 2 gols.

### FK Sūduva
Após a curta passagem pelo Azerbaijão, em 14 de setembro de 2021, Honda foi anunciado como novo reforço do FK Sūduva, da Lituânia, assinando até o fim da temporada e utilizando a camisa 3 do clube. Logo em sua estreia, fez o 2º de sua equipes na goleada de 4–0 sobre o Gargždai Banga.

## Seleção Nacional
Pela Seleção Japonesa, Honda atuou na Copa do Mundo Sub-20 de 2005, nos Jogos Olímpicos de Verão de 2008 e na Copa do Mundo de 2010. Ganhou um maior destaque da imprensa graças a um gol feito em uma cobrança de falta pelo Japão Sub-23, nas Olimpíadas.
Durante a Copa do Mundo de 2010, Honda marcou um gol contra Camarões e outro contra a Dinamarca, sendo considerado pela FIFA como o melhor jogador em campo em ambas as partidas. Por ser o destaque da seleção no campeonato, Honda se tornou alvo dos marcadores, sendo o jogador que mais sofreu faltas durante a fase de grupos, sofrendo, durante toda a primeira fase, 17 faltas. Em contraste, no final da competição, terminou como o jogador que mais cometeu faltas, com 19 cometidas, e aumentou o número de faltas sofridas para 23, três a menos que Andrés Iniesta, o jogador que mais sofreu durante todo o campeonato. Ele foi muito elogiado pelos críticos por sua performance na competição, sendo escolhido por muitos como um dos melhores jogadores da fase de grupos, inclusive sendo apontado para o Time da Fase de Grupos por alguns jornalistas, e foi considerado por Arsène Wenger como o melhor jogador do torneio.
Na fase seguinte o time foi eliminado pelo Paraguai na disputa de pênaltis, onde Honda conseguiu converter sua cobrança. Ao ser perguntado sobre o que achava da campanha da seleção na copa, que foi vista como um feito heroico pelos torcedores, Honda disse estar decepcionado, e que a seleção irá trabalhar duro para melhorar.
Na Copa da Ásia de 2011, Honda esteve em campo já na primeira partida, no empate em 1 a 1 com a Jordânia. Declarou que estava desapontado com o resultado, pois ele disse saber do que sua seleção é capaz, e que eles já estavam se preparando para a próxima partida. Continuou como titular durante o resto da competição, apenas não atuando contra a Arábia Saudita, e foi muito importante para a equipe, ajudando o Japão a se tornar tetracampeão, sendo inclusive eleito o melhor jogador do campeonato.
Honda também disputou a Copa das Confederações de 2013, na qual jogou três partidas e marcou dois gols, mas seu país foi eliminado na primeira fase. Na Copa do Mundo de 2014 ele jogou três partidas e marcou um gol, mas seu país foi novamente eliminado na primeira fase.

## Estatísticas
Atualizadas até dia 4 de outubro de 2021.

### Clubes
| Clube                | Temporada         | Liga  | Liga | Copa  | Copa | Copa da Liga | Copa da Liga | Competições continentais | Competições continentais | Outras competições | Outras competições | Total | Total |
| Clube                | Temporada         | Jogos | Gols | Jogos | Gols | Jogos        | Gols         | Jogos                    | Gols                     | Jogos              | Gols               | Jogos | Gols  |
| -------------------- | ----------------- | ----- | ---- | ----- | ---- | ------------ | ------------ | ------------------------ | ------------------------ | ------------------ | ------------------ | ----- | ----- |
| Nagoya Grampus Eight | 2004              | 0     | 0    | -     | -    | 1            | 0            | -                        | -                        | -                  | -                  | 1     | 0     |
| Nagoya Grampus Eight | 2005              | 31    | 2    | 2     | 0    | 2            | 0            | -                        | -                        | -                  | -                  | 35    | 2     |
| Nagoya Grampus Eight | 2006              | 29    | 6    | 1     | 0    | 4            | 2            | -                        | -                        | -                  | -                  | 34    | 8     |
| Nagoya Grampus Eight | 2007              | 30    | 3    | 2     | 0    | 3            | 0            | -                        | -                        | -                  | -                  | 35    | 3     |
| Nagoya Grampus Eight | Total             | 90    | 11   | 5     | 0    | 10           | 2            | -                        | -                        | -                  | -                  | 105   | 13    |
| VVV-Venlo            | 2007–08           | 14    | 2    | -     | -    | -            | -            | -                        | -                        | 3                  | 0                  | 17    | 2     |
| VVV-Venlo            | 2008–09           | 36    | 16   | 1     | 0    | -            | -            | -                        | -                        | -                  | -                  | 37    | 16    |
| VVV-Venlo            | 2009–10           | 18    | 6    | 2     | 2    | -            | -            | -                        | -                        | -                  | -                  | 20    | 8     |
| VVV-Venlo            | Total             | 68    | 24   | 3     | 2    | -            | -            | -                        | -                        | 3                  | 0                  | 74    | 26    |
| CSKA Moscou          | 2010–11           | 28    | 4    | 5     | 0    | -            | -            | 12                       | 2                        | 1                  | 0                  | 46    | 6     |
| CSKA Moscou          | 2011–12           | 25    | 8    | 1     | 0    | -            | -            | 1                        | 0                        | 1                  | 0                  | 28    | 8     |
| CSKA Moscou          | 2012–13           | 23    | 7    | 3     | 1    | -            | -            | 2                        | 1                        | -                  | -                  | 28    | 9     |
| CSKA Moscou          | 2013–14           | 18    | 1    | 0     | 0    | -            | -            | 5                        | 2                        | 1                  | 2                  | 24    | 5     |
| CSKA Moscou          | Total             | 94    | 20   | 9     | 1    | -            | -            | 20                       | 5                        | 3                  | 2                  | 126   | 28    |
| Milan                | 2013–14           | 14    | 1    | 2     | 1    | -            | -            | 0                        | 0                        | 0                  | 0                  | 16    | 2     |
| Milan                | 2014–15           | 29    | 6    | 1     | 0    | -            | -            | 0                        | 0                        | 0                  | 0                  | 30    | 6     |
| Milan                | 2015–16           | 30    | 1    | 7     | 1    | -            | -            | 0                        | 0                        | 0                  | 0                  | 37    | 2     |
| Milan                | 2016–17           | 8     | 1    | 1     | 0    | -            | -            | 0                        | 0                        | 0                  | 0                  | 9     | 1     |
| Milan                | Total             | 81    | 9    | 11    | 2    | -            | -            | 0                        | 0                        | 0                  | 0                  | 92    | 11    |
| Pachuca              | 2017–18           | 29    | 10   | 0     | 0    | -            | -            | 0                        | 0                        | 2                  | 0                  | 31    | 10    |
| Pachuca              | Total             | 29    | 10   | 0     | 0    | -            | -            | 0                        | 0                        | 2                  | 0                  | 31    | 10    |
| Melbourne Victory    | 2018–19           | 20    | 7    | 0     | 0    | -            | -            | 4                        | 1                        | 0                  | 0                  | 24    | 8     |
| Melbourne Victory    | Total             | 20    | 7    | 0     | 0    | -            | -            | 4                        | 1                        | 0                  | 0                  | 24    | 8     |
| Vitesse              | 2019–20           | 4     | 0    | 0     | 0    | -            | -            | 0                        | 0                        | 0                  | 0                  | 4     | 0     |
| Vitesse              | Total             | 4     | 0    | 0     | 0    | -            | -            | 0                        | 0                        | 0                  | 0                  | 4     | 0     |
| Botafogo             | 2020              | 18    | 2    | 5     | 0    | -            | -            | 0                        | 0                        | 4                  | 1                  | 27    | 3     |
| Botafogo             | Total             | 18    | 2    | 5     | 0    | -            | -            | 0                        | 0                        | 4                  | 1                  | 27    | 3     |
| Neftçi Baku          | 2021–22           | 6     | 2    | -     | -    | -            | -            | -                        | -                        | -                  | -                  | 6     | 2     |
| Neftçi Baku          | Total             | 6     | 2    | -     |      | -            | -            | -                        | -                        | -                  | -                  | 6     | 2     |
| FK Suduva            | 2021–22           | 2     | 1    | -     | -    | -            | -            | -                        | -                        | -                  | -                  | 2     | 1     |
| FK Suduva            | Total             | 2     | 1    | -     | -    | -            | -            | -                        | -                        | -                  | -                  | 2     | 1     |
| Total na carreira    | Total na carreira | 412   | 86   | 33    | 5    | 10           | 2            | 24                       | 6                        | 12                 | 3                  | 491   | 102   |

### Seleção

#### Nas principais competições
| Time  | Competição                                                | Categoria | Partidas | Gols | Classificação do Time |
| ----- | --------------------------------------------------------- | --------- | -------- | ---- | --------------------- |
| Japão | Campeonato Mundial de Futebol Sub-20 de 2005              | Sub-20    | 4        | 0    | Oitavas-de-Final      |
| Japão | Classificatórias para os Jogos Olímpicos de Verão de 2008 | Sub-22    | 10       | 4    | Classificado          |
| Japão | Jogos Olímpicos de Verão de 2008                          | Sub-23    | 3        | 0    | Fase de Grupos        |
| Japão | Eliminatórias da Copa do Mundo FIFA de 2010 - Ásia        | Principal | 3        | 0    | Classificado          |
| Japão | Eliminatórias para a Copa da Ásia de 2011                 | Principal | 3        | 1    | Classificado          |
| Japão | Copa do Mundo FIFA de 2010                                | Principal | 4        | 2    | Oitavas-de-Final      |
| Japão | Copa do Mundo FIFA de 2014                                | Principal | 3        | 1    | Fase de grupos        |
| Japão | Copa do Mundo FIFA de 2018                                | Principal | 2        | 1    | Oitavas-de-Final      |

#### Gols
Expanda a caixa de informações para conferir todos os jogos deste jogador, pela sua seleção nacional.
|     | Data                   | Local                                              | Adversário             | Resultado | Competição                                  |
| --- | ---------------------- | -------------------------------------------------- | ---------------------- | --------- | ------------------------------------------- |
| 1.  | 27 de maio de 2009     | Estádio Nagai, Osaka, Japão                        | Chile                  | 4–0       | Copa Kirin                                  |
| 2.  | 10 de outubro de 2009  | Estádio Internacional de Yokohama, Yokohama, Japão | Escócia                | 2–0       | Amistoso                                    |
| 3.  | 14 de outubro de 2009  | Estádio Miyagi, Rifu, Japão                        | Togo                   | 5–0       | Amistoso                                    |
| 4.  | 03 de março de 2010    | Estádio de Toyota, Toyota (Aichi), Japão           | Bahrein                | 2–0       | Eliminatórias para a Copa da Ásia de 2011   |
| 5.  | 14 de junho de 2010    | Free State Stadium, Bloemfontein, África do Sul    | Camarões               | 1–0       | Copa do Mundo de 2010                       |
| 6.  | 24 de junho de 2010    | Royal Bafokeng Stadium, Rustemburgo, África do Sul | Dinamarca              | 3–1       | Copa do Mundo de 2010                       |
| 7.  | 13 de janeiro de 2011  | Qatar SC Stadium, Doha, Catar                      | Síria                  | 2–1       | Copa da Ásia de 2011                        |
| 8.  | 10 de agosto de 2011   | Sapporo Dome, Sapporo, Japão                       | Coreia do Sul          | 3–0       | Amistoso                                    |
| 9.  | 3 de junho de 2012     | Estádio Saitama 2002, Saitama, Japão               | Omã                    | 3–0       | Eliminatórias da Copa do Mundo FIFA de 2014 |
| 10. | 8 de junho de 2012     | Estádio Saitama 2002, Saitama, Japão               | Jordânia               | 6–0       | Eliminatórias da Copa do Mundo de 2014      |
| 11. | 8 de junho de 2012     | Estádio Saitama 2002, Saitama, Japão               | Jordânia               | 6–0       | Eliminatórias da Copa do Mundo de 2014      |
| 12. | 8 de junho de 2012     | Estádio Saitama 2002, Saitama, Japão               | Jordânia               | 6–0       | Eliminatórias da Copa do Mundo de 2014      |
| 13. | 6 de fevereiro de 2013 | Estádio Kobe Wing, Kobe, Japão                     | Letónia                | 3–0       | Amistoso                                    |
| 14. | 4 de junho de 2013     | Estádio Saitama 2002, Saitama, Japão               | Austrália              | 1–1       | Eliminatórias da Copa do Mundo FIFA de 2014 |
| 15. | 19 de junho de 2013    | Itaipava Arena Pernambuco, Recife, Brasil          | Itália                 | 3–4       | Copa das Confederações FIFA de 2013         |
| 16. | 14 de agosto de 2013   | Estádio Miyagi, Rifu, Japão                        | Uruguai                | 2–4       | Amistoso                                    |
| 17. | 6 de setembro de 2013  | Estádio Nagai, Osaka, Japão                        | Guatemala              | 3–0       | Amistoso                                    |
| 18. | 10 de setembro de 2013 | Estádio Internacional de Yokohama, Yokohama, Japão | Gana                   | 3–1       | Amistoso                                    |
| 19. | 16 de novembro de 2013 | Cristal Arena, Genk, Bélgica                       | Países Baixos          | 2–2       | Amistoso                                    |
| 20. | 19 de novembro de 2013 | Estádio Rei Baudouin, Bruxelas, Bélgica            | Bélgica                | 3–2       | Amistoso                                    |
| 21. | 6 de junho de 2014     | Raymond James Stadium, Tampa, Estados Unidos       | Zâmbia                 | 4-3       | Amistoso                                    |
| 22. | 6 de junho de 2014     | Raymond James Stadium, Tampa, Estados Unidos       | Zâmbia                 | 4-3       | Amistoso                                    |
| 23. | 14 de junho de 2014    | Arena Pernambuco, Recife, Brasil                   | Costa do Marfim        | 1-2       | Copa do Mundo de 2014                       |
| 24. | 14 de novembro de 2014 | Estadio Toyota, Toyota, Japão                      | Honduras               | 6-0       | Copa Kirin Challenge                        |
| 25. | 12 de janeiro de 2015  | Estadio Hunter, Newcastle, Austrália               | Palestina              | 4-0       | Copa Asiática 2015                          |
| 26. | 16 de janeiro de 2015  | Estadio Suncorp, Brisbane, Austrália               | Iraque                 | 1-0       | Copa Asiática 2015                          |
| 27. | 20 de janeiro de 2015  | AAMI Park, Melbourne, Australia                    | Jordânia               | 2-0       | Copa Asiática 2015                          |
| 28. | 27 de março de 2015    | Oita Bank Dome, Ōita, Japão                        | Tunísia                | 2-0       | Copa Kirin Challenge                        |
| 29. | 11 de junho de 2015    | Estádio Internacional, Yokohama, Japão             | Iraque                 | 4-0       | Amistoso                                    |
| 30. | 3 de setembro de 2015  | Estádio Nacional, Tóquio, Japão                    | Camboja                | 3-0       | Eliminatórias para a Copa do Mundo de 2018  |
| 31. | 8 de setembro de 2015  | Estadio Azadi, Teerã, Irã                          | Afeganistão            | 6-0       | Eliminatórias para a Copa do Mundo de 2018  |
| 32. | 8 de outubro de 2015   | Estadio de Seebe, Seebe, Omã                       | Síria                  | 3-0       | Eliminatórias para a Copa do Mundo de 2018  |
| 33. | 12 de novembro de 2015 | Estádio Nacional, Cingapura                        | Singapura              | 3-0       | Eliminatórias para a Copa do Mundo de 2018  |
| 34. | 17 de novembro de 2015 | Estádio Olímpico, Phnom Penh, Camboja              | Camboja                | 2-0       | Eliminatórias para a Copa do Mundo de 2018  |
| 35. | 29 de março de 2016    | Estádio Saitama 2002, Saitama, Japão               | Síria                  | 5-0       | Eliminatórias para a Copa do Mundo de 2018  |
| 36. | 1 de setembro de 2016  | Estádio Saitama 2002, Saitama, Japão               | Emirados Árabes Unidos | 1-2       | Eliminatórias para a Copa do Mundo de 2018  |
| 37. | 24 de junho de 2018    | Estádio Central, Ecaterimburgo, Rússia             | Senegal                | 2-2       | Copa do Mundo de 2018                       |

## Títulos
Venlo
- Campeonato Holandês - Segunda Divisão: 2008–09

CSKA Moscou
- Copa da Rússia: 2010–11
- Campeonato Russo: 2012–13

Milan
- Supercopa da Itália: 2016

Seleção Japonesa
- Copa da Ásia: 2011

### Prêmios individuais
- Eerste Divisie: 2008–09 (Melhor jogador) [38]
- Jogador japonês do Ano: 2010
- Copa da Ásia: 2011 (Melhor jogador)

## Família
A família de Honda tem um grande envolvimento com os esportes, como seu irmão mais velho, que por pouco não acabou indo para o Oita Trinita do Japão. Ele não assinou com eles por causa de uma lesão sofrida pelo mesmo. O tio deles, Daizaburo Honda, foi um canoísta que representou o Japão nas Olimpíadas de 1964. O filho de Daizaburo e, consequentemente, primo de Honda, Tamon Honda, participou de três Jogos Olímpicos pela modalidade de Luta Livre, em 1984, 1988 e 1992 e hoje em dia é um lutador profissional.